# Saxifraga hostii
Saxifraga hostii là một loài thực vật có hoa trong họ Saxifragaceae. Loài này được Tausch miêu tả khoa học đầu tiên năm 1828.